# Segestria bavarica
Segestria bavarica este o specie de păianjeni din familia Segestriidae. Nu prezintă pericol pentru om.

## Descriere
Lungimea păianjenului adult ajunge până la 14 mm. Prosoma este brună, regiunea ochilor și baza chelicerelor fiind mai întunecată. Opistosoma are nuanțe gri-gălbui cu câteva pete maro sau brune. Vânează diverse insecte și alte artropode.

## Ecologie
Habitează printre stânci, în păduri, poate fi găsit și în fisurile clădirilor. Construiește o pânză sub formă de pâlnie de la care pleacă mai multe fire de semnalizare. În păduri, pânzele sunt amplasate sub coaja desprinsă a copacilor.

## Răspândire
Segestria bavarica se întâlnește din Europa de Vest până în Azerbaijan. Efectivul populației este redus.